# Lanvaudan
 Lanvaudan  (en bretón Lanvodan) es una población y comuna francesa, situada en la región de Bretaña, departamento de Morbihan, en el distrito de Lorient y cantón de Plouay.

## Demografía
| 873 | 785 | 705 | 735 | 815 | 725 |
| Para los censos de 1962 a 1999 la población legal corresponde a la población sin duplicidades (Fuente: INSEE [Consultar]) |     |     |     |     |     |